# Caiobá
Praia de Caiobá, em Matinhos
Caiobá é um balneário do município brasileiro de Matinhos, localizado no litoral do estado do Paraná.
O balneário sofre com a contaminação do lençol freático, comércio desordenado na praia, privatização do acesso público, baixa balneabilidade devido ao esgoto não tratado e erosão marítima.

## Transporte
O balneário é servido pela PR-412, que liga Pontal do Paraná a Guaratuba. Próximo de Caiobá fica o Ferry-boat da Baía de Guaratuba.